# Ministerio de Industrias (Colombia)
El Ministerio de Industrias fue un antiguo ministerio ejecutivo nacional de Colombia, existente entre 1924 y 1934. 
Surgió en 1924 en reemplazo del Ministerio de Agricultura y Comercio y desapareció en 1934, al dividirse en el Ministerio de Agricultura y Comercio y el de Industrias y Trabajo. 

## Historia
El Ministerio fue creado por el Congreso de la República mediante la Ley 31 del 18 de julio de 1923, que definió que a partir del 1 de enero de 1924 desaparecería el Ministerio de Agricultura y Comercio y sería reemplazado por este, el cual surgió como el primer ministerio encargado de la promoción y modernización de la industria nacional colombiana. El nuevo ministerio quedó quintó en el orden de precedencia de sucesión presidencial.
La disolución del ministerio fue ordenada mediante la Ley 100 de 1931, para que se restableciera el Ministerio de Agricultura y Comercio. Sin embargo, debido a la Guerra contra Perú, el restablecimientos solo se hizo efectivo el 29 de mayo de 1934, cuando el Ministerio de Industrias desapareció para crearse los Ministerios de Agricultura y Comercio y de Industrias y Trabajo.

## Listado de Ministros
La siguiente es la lista de personas que ocuparon tal cargo en el Gabinete de Colombia:
| N.° | Ministro                        | Inicio              | Final               | Presidente            | Ref.  |
| --- | ------------------------------- | ------------------- | ------------------- | --------------------- | ----- |
| 5°  | Francisco José Chaux            | 7 de agosto de 1930 | 29 de mayo de 1934  | Enrique Olaya Herrera | [ 3 ] |
| 5°  | Francisco José Chaux            | 12 de abril de 1930 | 7 de agosto de 1930 | Miguel Abadía Méndez  | [ 4 ] |
| 4°  | José Antonio Montalvo           | 12 de enero de 1927 | 12 de abril de 1930 | Miguel Abadía Méndez  | [ 4 ] |
| 3°  | Salvador Franco Ferreira        | 7 de agosto de 1926 | 12 de enero de 1927 | Miguel Abadía Méndez  | [ 4 ] |
| 2°  | Carlos Bravo Martínez de Upegui | 8 de junio de 1925  | 7 de agosto de 1926 | Pedro Nel Ospina      | [ 5 ] |
| 1°  | Diógenes A. Reyes               | 1 de enero de 1924  | 8 de junio de 1925  | Pedro Nel Ospina      | [ 5 ] |

### Ministros encargados
| Ministro                 | Fecha de nombramiento   | Cargo                                  | Causa                                  | Presidente            | Ref.  |
| ------------------------ | ----------------------- | -------------------------------------- | -------------------------------------- | --------------------- | ----- |
| Agustín Morales Olaya    | 30 de diciembre de 1931 | Ministro de Gobierno                   |                                        | Enrique Olaya Herrera | [ 3 ] |
| Salvador Franco Ferreira | 14 de enero de 1927     | Ministro de Hacienda y Crédito Público | A la espera de la posesión del titular | Miguel Abadía Méndez  | [ 4 ] |
| Alfonso Jaramillo        | 4 de enero de 1924      | Ministro de Guerra                     | A la espera de la posesión del titular | Pedro Nel Ospina      | [ 5 ] |